# سايكاي (ناغاساكي)
مدينة سايكاي (بالإنجليزية: Saikai)‏ هي أحد المدن التابعة لمحافظة ناغاساكي. تأسست رسميًا في 01/04/2005. ويقدر عدد سكانها بـ 32737 نسمة حسب تقدير مكتب الإحصاء الياباني لعام 2012. تبلغ مساحة سايكاي 241.95 كم2. بكثافة سكانية تبلغ 135 نسمة/كم2.